# Brouwerij De Prael
La Brouwerij De Prael (« Brasserie De Prael » en néerlandais) est une petite brasserie artisanale de la ville d'Amsterdam, aux Pays-Bas. Située dans un établissement de petite taille sur le Oudezijds Voorburgwal, elle se destine en priorité aux amateurs de bières spéciales. Elle dispose de ses propres locaux de dégustation, à l'instar de la Brouwerij 't IJ. Elle fait par ailleurs partie du Klein Brouwerij Collectief qui regroupe plusieurs brasseries néerlandaises de petite taille.

## Histoire
La brasserie a été créée en 2002 par Arno Kooy et Fer Kok dans le parc d'affaires Schinkel à l'extérieur du centre. Initialement, la brasserie s'appelait De Parel (la Perle), mais ce nom a dû être changé par ordre de la brasserie Budel, car elle fabriquait déjà une bière avec le nom "Parel". C'est pourquoi l'anagramme «De Prael» (la pompe) a été choisi.
En 2008, la brasserie a déménagé à Oudezijds Voorburgwal. Une brasserie plus grande a été installée dans ce bâtiment afin de répondre à la demande accrue. En 2011, une salle de dégustation a également été ouverte pour les bières brassées sur place.
La brasserie dispose de deux salles de dégustation, dont la deuxième était située sur Nieuwe Hemweg à Amsterdam en 2017. Elle a également des branches à La Hague et Groningen.
Après des difficultés financières et le rachat de la brasserie par une entreprise sociale, celle-ci annonce en 2024 que la bière ne sera plus brassée localement à Amsterdam.

## Particularités de la brasserie

### Fonction sociale
La brasserie emploie des personnes handicapées qui ont du mal à trouver du travail ailleurs. La brasserie a donc une fonction sociale. La brasserie De Prael a été la première brasserie néerlandaise à opter pour cette façon de travailler en 2002 mais l'idée a depuis été reprise, par exemple à Zaanstad, à la Breugem Brewery.

### Musique folklorique
La brasserie a fortement associé son image avec celle de la musique folklorique néerlandaise. Ainsi, jusqu'en 2015, les bières de la brasserie portaient le nom de célèbres chanteurs folkloriques néerlandais, tels que Johnny, Tante Leen et Willeke. De la musique hollandaise peut également être entendue dans la salle de dégustation. Avec cela, De Prael espère se profiler comme une brasserie typiquement néerlandaise.

## Produits

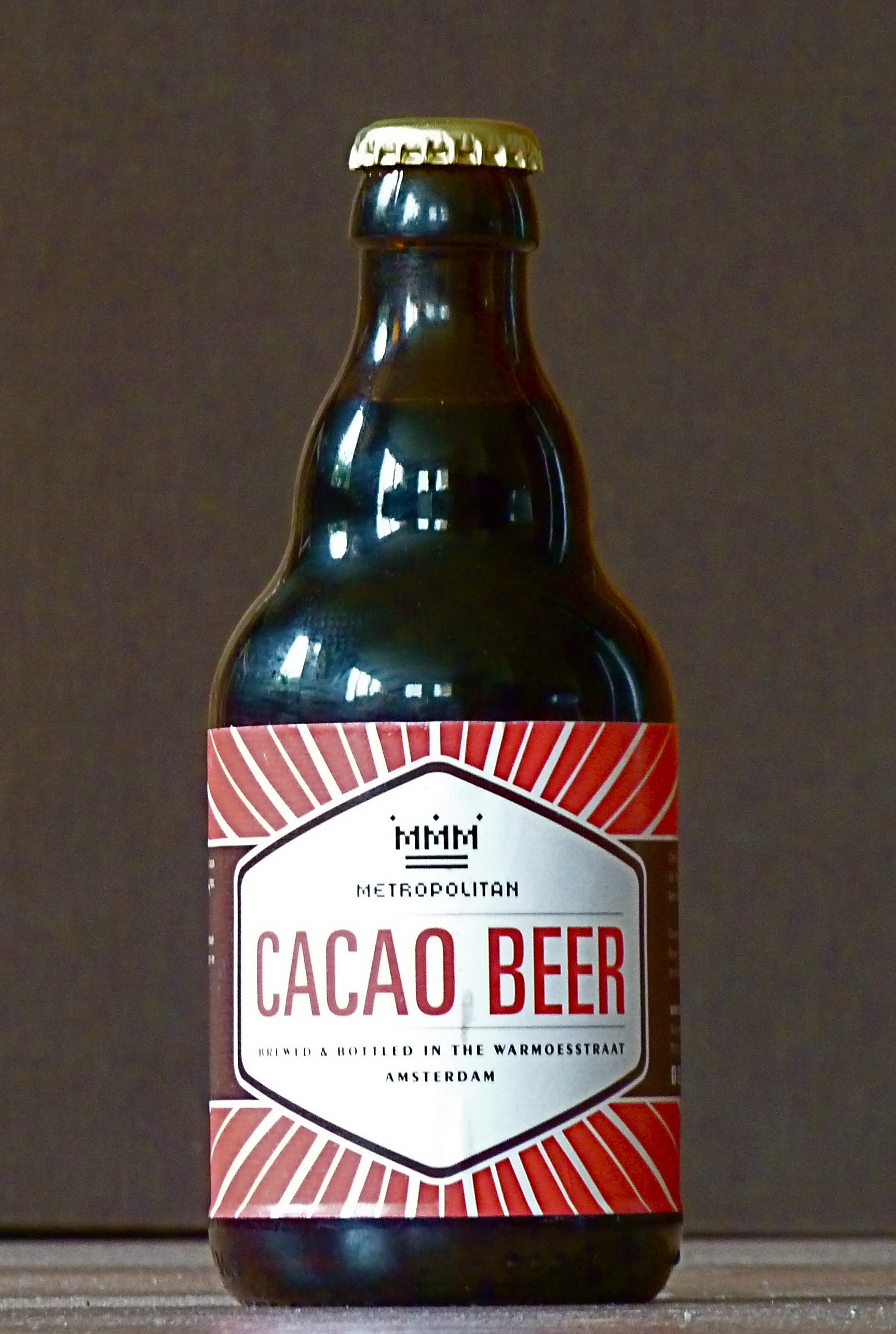
Bière au cacao commandée par la marque de chocolat Metropolitan.

La gamme relativement large de bières varie en goût, en couleur et en pourcentage d'alcool. La brasserie brasse non seulement des styles néerlandais et belges, mais aussi des styles allemands tels que Kölsch. Il y a aussi des bières de saison.
En outre, le brassage est également effectué pour le compte d'autres sociétés, dits locataires de brasserie.